# Tobias Lundgren (musiker)
Tobias Lars Lundgren, född 10 maj 1976 i Längbro församling, Örebro län, är en svensk låtskrivare.

## Låtar

### Melodifestivalen
- 2003 – Just Like a Boomerang med Andrés Esteche (skriven tillsammans med Johan Fransson, Niklas Edberger och Tim Larsson).

- 2004 – Innan mörkret faller med Emil Sigfridsson (skriven tillsammans med Johan Fransson, Niklas Edberger och Tim Larsson).

- 2004 – Runaway med Pandora (skriven tillsammans med Johan Fransson, Niklas Edberger och Tim Larsson).

- 2004 – Olé Olé med Andrés Esteche (skriven tillsammans med Johan Fransson, Niklas Edberger och Tim Larsson).

- 2005 – Alcastar med Alcazar (skriven tillsammans med Anders Hansson, Johan Fransson, Niklas Edberger och Tim Larsson).

- 2005 – Alla flickor med Linda Bengtzing (skriven tillsammans med Johan Fransson, Niklas Edberger och Tim Larsson).

- 2005 – Vi kan gunga med Jimmy Jansson (skriven tillsammans med Johan Fransson, Niklas Edberger och Tim Larsson).

- 2005 – Om natten med Jessica Folcker (skriven tillsammans med Johan Fransson, Niklas Edberger och Tim Larsson).

- 2005 – Las Vegas med Martin Stenmarck (skriven tillsammans med Johan Fransson, Niklas Edberger och Tim Larsson).

- 2006 – Kalla nätter med Jessica Andersson (skriven tillsammans med Johan Fransson, Niklas Edberger och Tim Larsson).

- 2006 – Jag tar det jag vill ha med Sandra Dahlberg (skriven tillsammans med Johan Fransson, Niklas Edberger, Tim Larsson och Sandra Dahlberg).

- 2008 – Hur svårt kan det va? med Linda Bengtzing (skriven tillsammans med Johan Fransson och Tim Larsson).

- 2010 – You're Making Me Hot-Hot-Hot med Linda Pritchard (skriven tillsammans med Johan Fransson och Tim Larsson).

- 2011 – Elektrisk med Anniela (skriven tillsammans med Johan Alkenäs, Johan Fransson och Tim Larsson).

- 2013 – Heartbreak Hotel med Yohio (skriven tillsammans med Johan Fransson, Tim Larsson, Henrik Göranson och Yohio).

- 2014 – Songbird med Ellen Benediktson (skriven tillsammans med Sharon Vaughn, Johan Fransson och Tim Larsson).

- 2015 – I'll Be Fine med Molly Pettersson Hammar (skriven tillsammans med Molly Pettersson Hammar, Lisa Desmond, Tim Larsson och Gavin Jones).

- 2016 – Put Your Love on Me med Boris René (skriven tillsammans med Boris René och Tim Larsson).

- 2017 – Her Kiss med Boris René (skriven tillsammans med Tim Larsson).

- 2019 – Låt skiten brinna med Martin Stenmarck (skriven tillsammans med Uno Svenningsson, Tim Larsson).

- 2022 – Som du vill med Theoz (skriven tillsammans med Tim Larsson, Elize Ryd, Axel Schylström och Jimmy Thörnfeldt).

- 2023 – Where You Are (Sávežan) med Jon Henrik Fjällgren, Arc North och Adam Woods (skriven tillsammans med Arc North, Oliver Belvelin, Joy Deb, Jon Henrik Fjällgren, Calle Hellberg, Richard Lästh och William Segerdahl).